# Eerste Kamercommissie voor Koninkrijksrelaties
Deze vaste commissie van de Eerste Kamer houdt zich bezig met de schriftelijke voorbereiding van wetsvoorstellen inzake de Caribische delen van het Koninkrijk en rijkswetgeving. De commissie werd ingesteld in 1959, maar bestond feitelijk daarvoor al als de Eerste Kamercommissie voor Overzeese Gebiedsdelen. Ook was er enige tijd een speciale Eerste Kamercommissie voor Nieuw-Guinea.
Tevens voert zij overleg over het beleid van de bewindspersonen verantwoordelijk voor Koninkrijksrelaties en onderhoudt zij contacten met volksvertegenwoordigers van  Aruba, Curaçao, Sint Maarten, Bonaire, Sint Eustatius en Saba.
De commissie voor Koninkrijksrelatie heeft diverse naamswijzigingen ondergaan, afhankelijk van de staat van de koninkrijksdelen. Zo stond de commissie tot 11 oktober 2010 bekend als de vaste commissie voor Nederlands-Antilliaanse en Arubaanse Zaken. De opheffing van het land Nederlandse Antillen maakte een naamswijziging van deze vaste commissie noodzakelijk.

## Voorzitters
Voorzitters van de Eerste Kamercommissie voor Overzeese Gebiedsdelen:
- Anthonie Nicolaas Molenaar (1950 - 1951)
- Jan Jonkman (1952 - 1959)

Voorzitter van de Eerste Kamercommissie voor Nieuw-Guinea:
- Jan Jonkman

Voorzitters van de Eerste Kamercommissie voor Koninkrijksrelaties (div. naamswijzigingen):
- Jan Jonkman (1959 - 1966)
- Jannis Pieter Mazure (1966 - 1969), vaste commissie voor de betrekkingen met Suriname en de Nederlandse Antillen
- Evert Kraaijvanger (1967 - 1969), vaste commissie voor zaken rakende Suriname en de Nederlandse Antillen
- Frits Terwindt (1969 - 1971)
- Piet Elfferich (1971 - 1979)
- Haya van Someren-Downer (1979 - 1980)
- Guus Zoutendijk (1980 - 1987)
- Toos Grol-Overling (1987 - 1999)
- Egbert Schuurman (1999 - 2007)
- Marijke Linthorst (2007 - 2015)
- Ruard Ganzevoort (2015 - 2019)
- Paul Rosenmöller (vanaf 11 juni 2019)